# Peter Dukljanski
Peter Dukljanski (srbsko Петар, latinizirano: Petar) je bil dukljanski arhont v 10. stoletju. Edini podatek o njem je njegov pečatnik, najden v 19. stoletju, ki ima na sprednji strani podobo Marije s Kristusom in dvema križema, na zadnji strani pa napis ΠΕΤΡ[Ο]Υ ΑΡΧΟΝΤΟΣ ΔΙΟΚΛ[Ε]ΙΑ[Σ] ΑΜΗΝ (Petr[o]u, Arhontos Diokl[e]ias, amen). Pečat kaže, da je bila Duklja kljub nemirom v 9. stoletju še vedno pod bizantinsko oblastjo ali vsaj pod bizantinskim  kulturnim vplivom.
Žig je shranjen v Kabinetu medalj v Berlinu in je bil že pred letom 1884 v zelo slabem stanju. Ilustracijo, ki temelji na izvirniku Léona Dardela, je leta 1884 prvič objavil Gustave Schlumberger. 
Zgodovina Duklje do 10. stoletja je malo znana. Seznam mitoloških vladarjev tistega časa je v dvomljivem  Letopisu popa Dukljana, napisanem v 13. ali celo 16. ali  17. stoletju. V tem letopisu je kot oče kneza Jovana Vladimirja (vladal ok. 1000–1016) omenjen Petrislav, kar morda pomeni, da sta bila Peter in Petrislav ista oseba. V Letopisu popa Dukljana je omenjeno tudi to, da je bil Petrislav potomec trebinjskega kneza Hvalimirja in je dobil Dukljo v upravljanje kot del Hvalimirjeve domene.

## Vira
- Catalogue of Byzantine Seals at Dumbarton Oaks and in the Fogg Museum of Art, vol- 5.
- Živković, Tibor (2006). Портрети српских владара (IX-XII) (in Serbian). Belgrade: Zavod za udžbenike. ISBN 86-17-13754-1.